# Congreso sirio-palestino

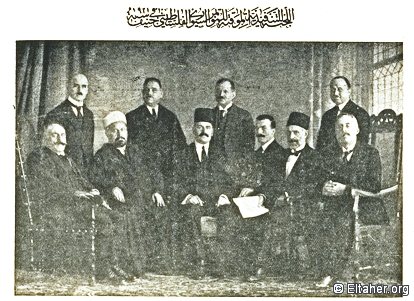
Conferencia provisional sirio-palestina en Ginebra, 1921

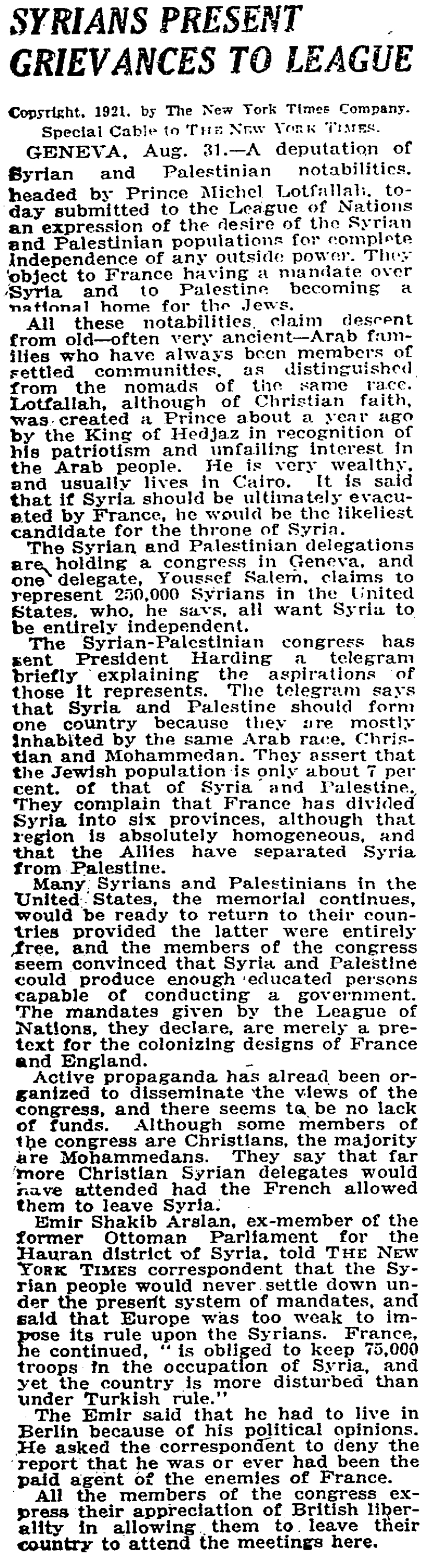
31 de agosto de 1921 Artículo del New York Times que describe el trabajo de la «diputación de notables sirios y palestinos».

El Congreso sirio-palestino (en árabe, المؤتمر السوري الفلسطيني) fue una organización fundada el 25 de agosto de 1921 en Ginebra por un grupo de exiliados sirios y palestinos bajo los auspicios del Partido de la Unidad Siria. El objetivo principal del congreso era tratar de influir en los términos del propuesto Mandato de la Sociedad de las Naciones en la región. Fue uno de los congresos celebrados por los nacionalistas árabes tras el Congreso árabe de 1913.
La formación del congreso siguió al Congreso Nacional Sirio de julio de 1919. La adición de Palestina al nombre siguió al acuerdo fronterizo franco-británico de diciembre de 1920 que definió formalmente el territorio de Palestina fuera de la región vista por los nacionalistas «pan-sirios» como Gran Siria.
El 21 de septiembre, después de veintiséis días de discusión, el congreso conjunto emitió una declaración pública a la Liga de las Naciones exigiendo:

1) Reconocimiento de la independencia y el gobierno nacional (al-Sultan al-Qawmi) de Siria, Líbano y Palestina

2) Reconocimiento del derecho de estos países a unirse en el marco de un gobierno civil, responsable ante un parlamento elegido por el pueblo, y en asociación con las otras tierras árabes;
3) Anulación inmediata del Mandato;
4) La partida de las fuerzas francesas y británicas de Siria, Líbano y Palestina;

5) La anulación de la Declaración Balfour.

## Participantes
- Michel Lotfallah (Presidente)
- Rashid Rida (Vicepresidente)
- Haj Toufic Hammad (Vicepresidente)*
- Emir Shakib Arslan (Secretario General)
- Toufic El-Yazigi (General de vicesecretario)
- Wahba El-Issa
- Riad El-Solh
- Salah Ezzeddine
- Shibli El-Jamal*
- Ihsan El-Jabri
- George Youssef Salem
- Taan Al-Imad
- Amin Bey Al-Tamimi*
- Najib Choucair
- Toufic Fayed
- Suleiman Kanaan
- Shukri al-Quwatli
- Abd al-rahman Shahbandar

* Estos tres delegados viajaron a Ginebra desde Londres, donde formaron parte de una delegación autorizada por el Cuarto Congreso del Congreso Árabe Palestino.